# Cycle de Terremer
 (mai 2024).
 (décembre 2016).
Si vous disposez d'ouvrages ou d'articles de référence ou si vous connaissez des sites web de qualité traitant du thème abordé ici, merci de compléter l'article en donnant les références utiles à sa vérifiabilité et en les liant à la section « Notes et références ».
Le Cycle de Terremer (titre original : Earthsea) est un cycle littéraire de fantasy, composé de romans et de nouvelles écrits par Ursula K. Le Guin. Il raconte des histoires se déroulant sur Terremer, un monde constitué de nombreuses îles, où la magie est couramment utilisée et où chaque chose, matérielle ou immatérielle, possède un nom courant ainsi qu'un nom dit "véritable" qui permet de révéler l'essence de ce qu'il désigne et d'en prendre le pouvoir. Les histoires du cycle de Terremer mettent en scène des personnages étroitement liés à la magie qui cherchent leur place dans un monde où le merveilleux décline petit à petit, rattrapé par les erreurs et les conflits des humains, à cause de leur crainte de leur finitude et de leur condition mortelle.
Les premières nouvelles isolées et les trois premiers romans ont été publiés entre 1964 et 1972, pour répondre au départ à une commande d'un éditeur de romans pour adolescents, sur la base de l'idée d'imaginer la jeunesse d'un mage archétypal, inspiré de Merlin et de Gandalf, mais dans un univers radicalement différent de celui des récits classiques d'heroic fantasy. En effet, les affrontements guerriers entre des incarnations du Bien et du Mal y sont remplacés par une recherche de la nature de l'identité interne de chacun, inspirée de la recherche d'équilibre entre le yin et le yang de la philosophie taoïste, que Le Guin a étudiée pendant plusieurs décennies ; de plus, Le Guin a pour objectif déclaré de saper les poncifs racistes en choisissant un protagoniste, Ged, qui a la peau sombre, tout comme la plupart des personnages secondaires importants, à l'opposé des normes auxquelles les lecteurs de ce genre littéraire étaient coutumiers. À partir de Tehanu, publié 18 ans plus tard, en 1990, on observe une nette évolution, beaucoup plus féministe, avec des récits centrés sur des personnages plus souvent féminins et âgés, qui questionnent les inégalités de genre dans la société.

## Le monde de Terremer

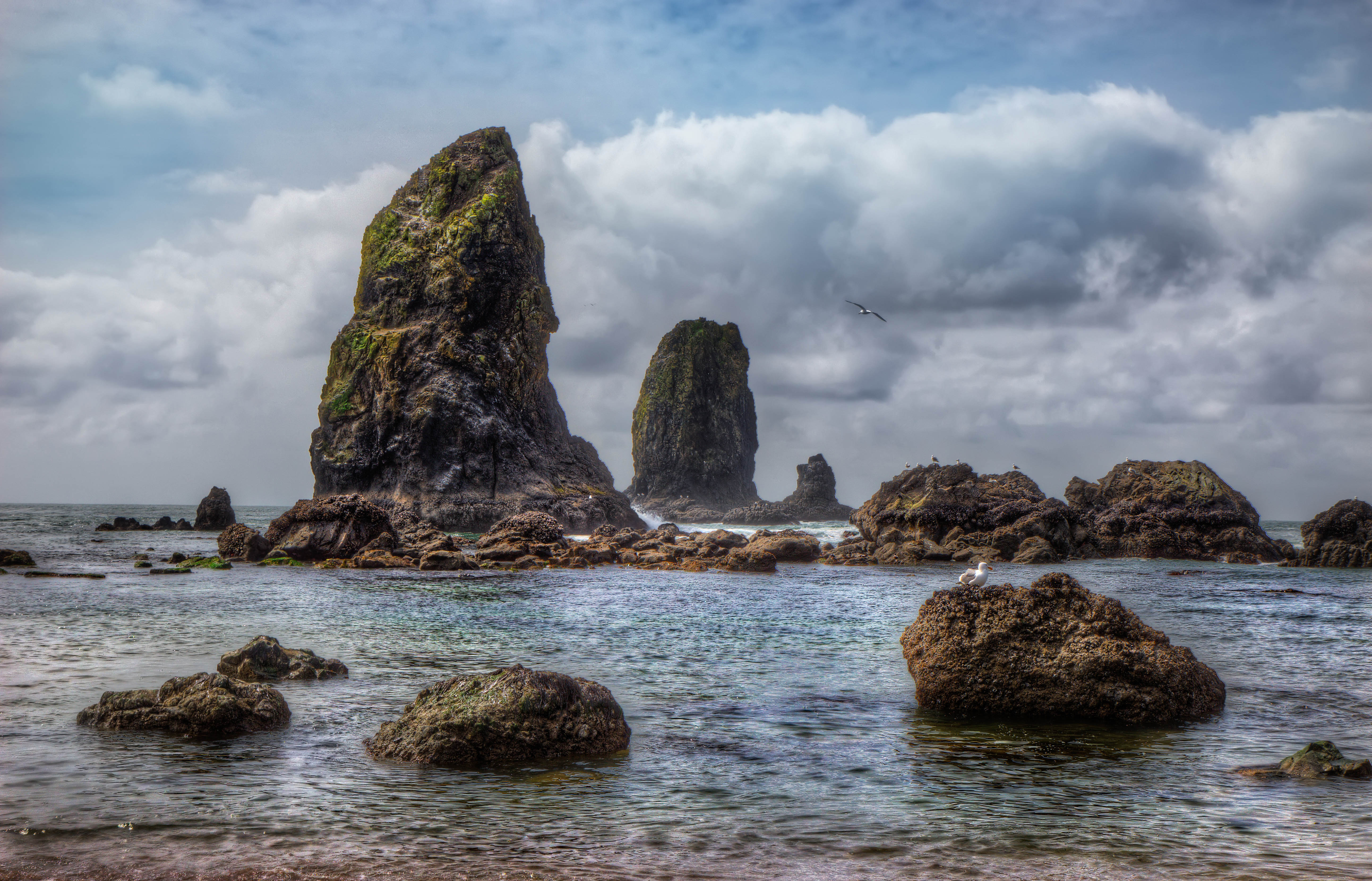
Paysage maritime de l'Oregon, où vécut Ursula K. Le Guin.

Terremer est un monde maritime composé de centaines d'îles, entourées d'un océan. L'île la plus grande, Havnor, d'un diamètre d'environ 610 km, a une taille comparable à la Grande-Bretagne. Les civilisations de Terremer n'ont pas d'équivalent direct dans notre monde, mais sont à un niveau pré-industriel, connaissant l'usage de l'écriture. Le niveau technologique des sociétés de Terremer correspond à l'âge du fer, le bronze étant utilisé dans les régions pauvres en fer. Les armes sont fabriquées en bois et en métaux. Le climat est globalement tempéré, comparable aux latitudes moyennes de l'hémisphère nord terrestre.

### Chants et mythologie
Les chants jouent un rôle important dans la culture de Terremer. Ils sont chantés lors de festivités, ou pour écourter le temps lors d'un voyage en mer. Leur apprentissage fait partie de l'enseignement de Roke. Voici quelques-uns des chants mentionnés dans les récits :
- La Création d'Éa, l'un des chants les plus anciens.
- La Geste de Ged, qui conte la vie de cet intrépide voyageur, Seigneur des Dragons et Archimage.
- La Geste des Seigneurs des Dragons.
- La Geste d'Erreth-Akbe, un long chant qui conte le périple de ce héros à travers tout l'Archipel et les Marches. Il est chanté lors de la fête de la Longue Danse.
- La Geste d'Enlade, conte millénaire dans lequel le mage Morred le Blanc s'éprend de la belle Princesse Elfarranne. Le chant se termine par la mort de Morred, la ruine d'Enlade, et l'engloutissement de l'île de Soléa sous les eaux.
- La Geste du Jeune Roi, chanté à la Fête du Retour du Soleil.

## Résumé

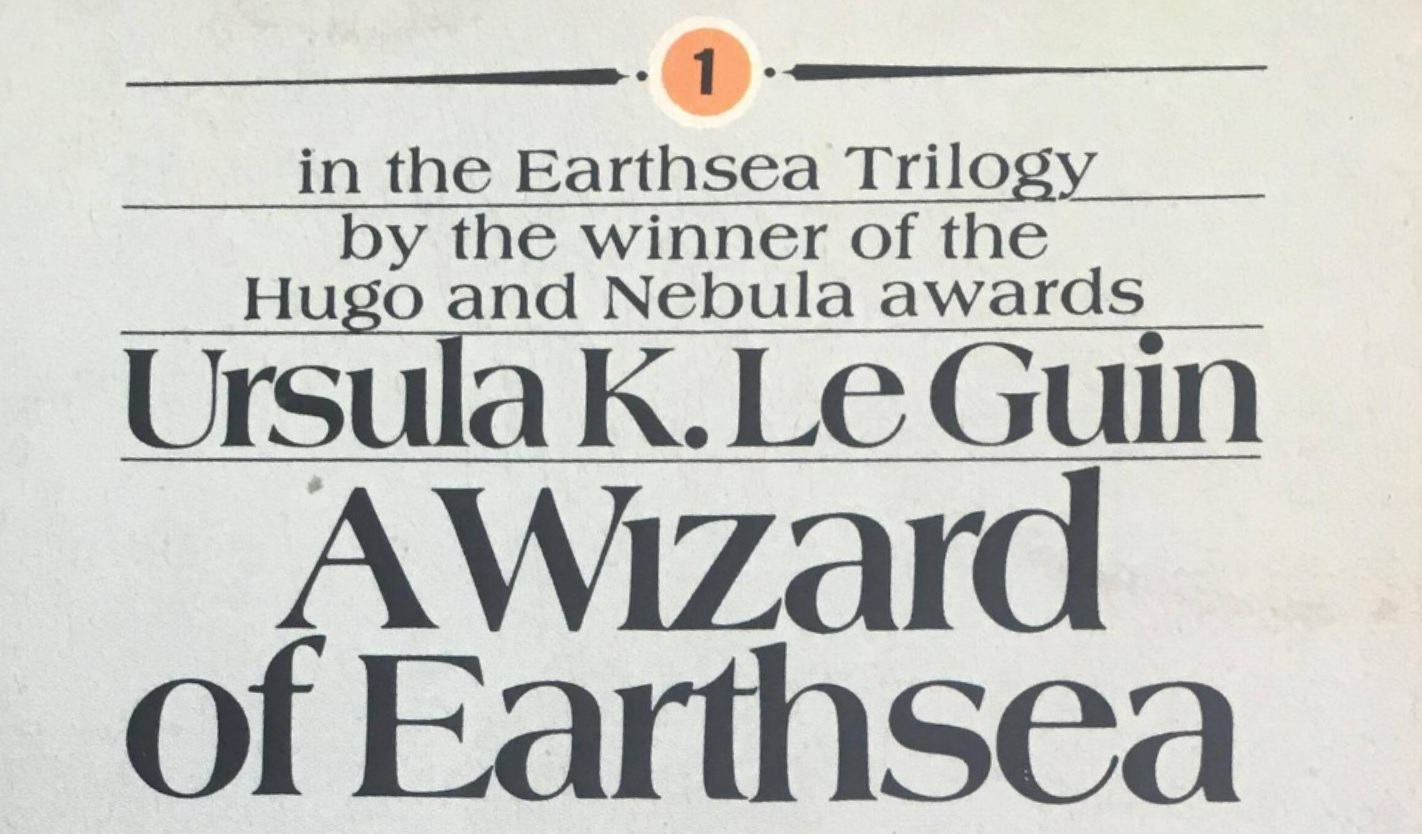
Page de garde du Sorcier de Terremer en édition originale.

L'histoire se déroule sur Terremer, qui doit son nom au fait que ce monde est constitué d'un ensemble d'îles plus ou moins grandes. C'est un monde dont l'avancement technologique est inspiré de celui de l'âge du bronze (européen et non-européen), mais où la magie est largement présente et se fonde sur la connaissance du « vrai nom » des personnes et des choses. Lorsqu'un adolescent est détecté comme ayant des prédispositions pour la magie, il est envoyé à l'école de magie de Roke, où son apprentissage consiste entre autres à apprendre les « vrais noms ». Les sorciers ainsi formés ont ensuite, dans la société, des rôles d'assistance à la navigation (ils peuvent influer sur les vents, les courants), de guérisseurs... Certains peuples utilisent cette magie mais de manière moins formalisée, plus sauvage, souvent de manière rituelle.
Ce cycle comporte six volumes (soit cinq romans et un recueil de nouvelles), ainsi que quatre nouvelles isolées. Il est centré sur les vies de 5 personnages principaux Ged, l'Épervier, le jeune chevrier devenu Archimage de Roke, Tenar, la prêtresse barbare qui a choisi la liberté, Lebannen, le prince qui a traversé la Contrée Aride et a restauré la royauté, Tehanu et Irien, les deux filles-dragons.
| Chronologie | Titre                  | Date de sortie | Note                         |
| ----------- | ---------------------- | -------------- | ---------------------------- |
| 01          | Le Mot de déliement    | 1964           | Nouvelle isolée              |
| 02          | Le Trouvier            | 2001           | Recueil "Contes de Terremer" |
| 03          | Rosenoire et Diamant   | 2001           | Recueil "Contes de Terremer" |
| 04          | La Règle des noms      | 1964           | Nouvelle isolée              |
| 05          | Les Os de la terre     | 2001           | Recueil "Contes de Terremer" |
| 06          | Le Sorcier de Terremer | 1968           | Roman                        |
| 07          | Les Tombeaux d'Atuan   | 1971           | Roman                        |
| 08          | La Fille d'Odren       | 2016           | Nouvelle isolée              |
| 09          | Dans le grand marais   | 2001           | Recueil "Contes de Terremer" |
| 10          | L'Ultime Rivage        | 1972           | Roman                        |
| 11          | Tehanu                 | 1990           | Roman                        |
| 12          | Libellule              | 2001           | Recueil "Contes de Terremer" |
| 13          | Le Vent d'ailleurs     | 2001           | Roman                        |
| 14          | Au coin du feu         | 2018           | Nouvelle isolée              |

### Nouvelles isolées
Ursula K. Le Guin a commencé le cycle de Terremer en 1964, quatre ans avant Le Sorcier de Terremer, par deux nouvelles : Le Mot de déliement et La Règle des noms. La première nouvelle a été publiée en français dans la revue Bifrost no 78 des éditions Le Bélial', la seconde dans Le livre d'or de la science-fiction : Ursula K. Le Guin des éditions Pocket (la nouvelle a ensuite été réédité dans le même ouvrage sous le titre Étoiles des profondeurs).
Ursula K. Le Guin a achevé le cycle par deux nouvelles rédigées peu avant sa mort : La Fille D'Odren et Au coin du feu. Ces nouvelles ont été publiées pour la première fois en français dans Terremer, intégrale en 2018.

#### La Règle des noms
M. Taupin est l'unique sorcier de l'île de Sattins. C'est un enchanteur assez médiocre mais paisible et discret, ce qui explique pourquoi il est apprécié par les Sattinois. Un jour, un bateau arrive sur l'île, le mage Barbenoire en est le capitaine. Il raconte qu'il est le descendant direct des seigneurs de Pendor, une île riche qui a été attaquée 100 ans plus tôt par un dragon. Celui-ci a chassé toute la population puis est resté cloîtré dans la salle du trésor, ne sortant que deux fois par an pour se nourrir de jeunes filles vierges. La Ligue est venue chasser le dragon pour récupérer le trésor, mais le dragon s'est enfui avec celui-ci puis a été vaincu par un puisant sorcier qui s'en est emparé. Barbenoire pense que M. Taupin est le sorcier qui a vaincu le dragon. Le mage vient donc défier Taupin, s'estimant le propriétaire légitime du trésor de Pendor. Lorsque de leur affrontement, M. Taupin prend la forme d'un dragon, révélant que c'était lui qui avait conquis Pendor et s'était caché sur Sattins en prenant la forme d'un homme. Le dragon tue Barbenoire. Son secret ayant été révélé, M. Taupin garde sa forme de dragon et va se nourrir de jouvencelles.

### Le Sorcier de Terremer
Ged est un chevrier qui vit avec son père sur l'île de Gont. Durant son enfance, la sorcière de son village lui enseigne des rudiments du Noble Art. Il apprend en particulier des mots pour attirer à lui les chèvres du troupeau, des faucons, des aigles et même des éperviers. C'est d'ailleurs pour cela qu'il sera surnommé l’Épervier (Sparrowhawk). Un jour, son village est attaqué par une armée de pillards. Ged parvient alors à protéger le village en faisant apparaître un épais brouillard.
Ogion, un puissant sorcier qui vit sur Gont, accepte de prendre le jeune Ged comme élève. Mais jugeant que son apprentissage n'est pas suffisamment rapide, Ged obtint de son maître d'être envoyé à Roke, l'école de sorcellerie de Terremer. Le jeune homme y devient alors un puissant sorcier. Mais, trop sûr de lui, il se laisse défier par un autre élève. Il libère alors une Ombre qui cherche à le tuer. 
Après sa formation, Ged est devenu Mage et parcourt le monde. Mais l'Ombre le traque : pire, elle possède une arme car elle connaît le nom secret de Ged. Celui-ci commence par fuir l'Ombre, puis sur le conseil d'Ogion décide de la traquer pour la combattre. En poursuivant dans la haute mer l'Ombre, a qui il a donné naissance sans le vouloir, celle-ci s'enfuit jusqu'à ce qu'il la retrouve et qu'il l'appelle de son nom secret : Ged. Alors en la prenant en lui et en l'absorbant, il peut enfin la vaincre afin qu'elle disparaisse définitivement.

### Les Tombeaux d'Atuan
Tenar est la réincarnation d'Arha dite la Dévorée des Innommables. En cette qualité, elle est la plus haute prêtresse du temple des Innommables et la Gardienne de leurs tombeaux sur l'île d'Atuan. Elle doit veiller à ce qu'aucun pillard ne s'infiltre dans le labyrinthe dans lequel se trouvent de nombreux trésors.
Un jour, un sorcier est retrouvé dans celui-ci. La sorcellerie est considérée comme le mal absolu sur Atuan, la jeune prêtresse entreprend de châtier avec cruauté l'impudent. Pourtant, attirée par cet étrange personnage, elle apprend à le connaitre et à le comprendre. Pressentant une trahison, la grande prêtresse du temple du Dieu-Roi espionne la jeune femme, découvre la vérité et cherche à faire sacrifier le sorcier.
Arha questionne le sorcier qui lui dit qu'il s'appelle Épervier. Elle lui donne un peu d'eau et de nourriture en voulant l'enfermer dans le labyrinthe pour qu'il meure lentement. Elle lui prend la moitié de l'anneau d'Erreth-Akbe qu'il portait sur lui et il lui révèle qu'il est venu chercher la seconde moitié de l'anneau dans la salle du trésor. Bien que prisonnier, Ged devine la détresse de sa jeune geôlière, et un jour, il lui révèle son vrai nom, Tenar, et il lui dit qu'il s'appelle Ged. Elle le conduit ensuite et l'enferme dans la salle du trésor du labyrinthe qui échappe au contrôle de la prêtresse du Dieu-Roi et où il découvre la seconde moitié de l'anneau. Tenar accepte que Ged lui donne l'anneau de paix qu’il a reconstitué et qu’elle le porte en bracelet. Ged la libère de son statut de Dévorée, mais la colère des Ténèbres des Innommables menace de les détruire. Ils parviennent à sortir du labyrinthe puis du temple des Innommables et  des tombeaux d'Atuan qui s'écroulent et disparaissent dans un tremblement de terre provoqué par les Innommables. Ged et Tenar ramène enfin l'anneau réunifié dans le palais des rois, sur Havnor.

### L'Ultime Rivage
Ged est devenu l'Archimage, le chef de l'école de sorcellerie de Roke, ce qui fait de lui le plus puissant sorcier de Terremer. Arren, qui est le fils du Prince d'Enlade, est venu à Roke pour leur rapporter que les sorciers de son royaume ont oublié les mots de la langue ancienne qui servent de vecteur à la sorcellerie. Il vient s'enquerrir d'un remède à ce mal, du fait que la magie est utilisée pour protéger les troupeaux et les champs et aussi pour assurer l’Équilibre de l'archipel des îles de Terremer. Accompagné d'Aren, Ged décide alors de partir à la recherche de l'origine du mal.
Ils découvrent progressivement qu'une véritable épidémie détruisant la magie ainsi que la connaissance des noms vrais des êtres s'étend progressivement dans les îles du Nord-Ouest, dans les Marches du Sud puis dans les Marches de l'Ouest. Dans la Passe des Dragons les dragons qui ont oublié leur antique sagesse ancienne se battent entre eux. Ged et Aren parviennent ensuite dans l'île de Selidor à l'extrême Ouest. C'est la patrie du dragon Orm Embar. un puissant sorcier du Nord qui s'appelait Cygne s'y est installé, en quête de pouvoir et d'immortalité. Ce sorcier qui a appliqué et modifié d'antiques sorts d'immortalité de La Geste de l'île de Palme, a réussi à devenir immortel et il est à l'origine du mal. Le dragon Orm Embar l'écrase et détruit son corps physique mais il en est tué aussi.
L'esprit de Cygne est toujours vivant et repart au-delà du muret qui sépare les vivants des morts, dans les Ténèbres de la Contrée Aride et de la Rivière sèche jusqu'au gouffre qui aspire les vrais noms et détruit toute magie. Ged qui l'a suivi avec Arren tente de réunir et d'assembler les roches autour de la Rivière Sèche pour fermer la porte noire de l'abîme des ténèbres qui s'ouvre sur le vide. Arren dont le nom vrai est Lebannen, finit par tuer de son épée l'esprit encore vivant de Cygne. Ged prononce Redeviens un tout ! et il trace en lignes de feu sur la porte du rocher deux runes qui ferment les routes et qu'on dessine sur les couvercles des cercueils. La porte est enfin fermée mais Ged est très affaibli car il a perdu tous ses pouvoirs. Il est aidé et porté par Lebannen pour sortir du pays des morts car ils ne peuvent revenir en arrière. Ils doivent traverser les montagnes de Douleur jusqu'à la falaise. Ils retrouvent alors leur corps physique sur Selidor et peuvent se coucher sur la plage. Un immense dragon qui n'est autre que Kalessin l'Ancien vient s'allonger près d'Arren. Ged qui reparle la langue ancienne l'interroge. Le vieux dragon de fonte leur dit dans sa langue Monte et tous deux grimpent sur son encolure. Le dragon les ramène alors sur le Tertre de l'île de Roke. Ayant accompli une antique prophétie, Arren devient Lebannen, le Roi de Toutes les Îles, en Havnor au centre de l'archipel où, selon l'histoire de La Geste de Ged, il est couronné par l'Archimage. Ged revient enfin dans les forêts de son pays natal, l'île de Gont.

### Contes de Terremer
C'est un recueil de nouvelles diverses ; Libellule, en particulier, a un rôle de transition entre Tehanu et Le Vent d'ailleurs.

#### Le Trouvier
L'action de cette nouvelle est située longtemps avant les romans précédents. Le récit raconte comment l'école de sorcellerie de Roke a été créée et pourquoi la sorcellerie n'était pas à l'origine un art noble réservé aux hommes. C'est une époque où il n'y a plus de roi en Havnor, et où différents seigneurs de la guerre se combattent pour s'imposer face aux autres. Leur but est de dominer le peuple ; l'esclavagisme et le rapt sont courants. La sorcellerie est très mal vue, et ceux qui ont le pouvoir d'en faire, appelés Doués, se cachent.
Loutre/Médra/Sterne est un jeune garçon qui vit en Havnor. Il dispose d'un don mais doit le cacher même au sein de sa famille; dès que son père le voit en train d'user de ses talents ésotériques, il le bat. Le jeune Loutre est initié par les Doués de l'île en secret. Les hommes de la famille travaillent au chantier naval de la capitale d'Havnor. Un jour, ils construisent un bateau pour le pirate qui se prétend roi de la région, Losen. Loutre décide de jeter un sort d'égarement sur le bateau. Toutefois, Chien, l'un des mages au service de Losen, découvre le sort et retrouve le jeune garçon. Celui-ci est envoyé aux mines d'Havnor. Il doit utiliser son don de trouvier pour repérer les gisements de vif-argent, un métal précieux.
Il y rencontre un autre mage de Losen, Gelluk/Tinaral qui est obsédé par le vif-argent. Il semble qu'il cherche à se l'approprier pour devenir immortel. Loutre y rencontre également Anieb, une jeune douée qui a été enlevée par l'armée de Losen et qui est esclave dans la raffinerie de vif-argent. Les émanations de ce métal dans la raffinerie sont hautement toxiques, les esclaves qui y travaillent meurent en un an. Anieb et Loutre se parlent par télépathie. Ils s'allient et réussissent à vaincre Gelluk par ruse. Ils peuvent ainsi s'enfuir mais Anieb meurt avant d'être rentrée chez elle. Loutre ramène son corps à sa famille. Celle-ci lui raconte qu'il existe une île ou les sorciers peuvent vivre en paix. Loutre part à la recherche de cette île.
Le jeune doué croit trouver ce paradis sur l'île de Pendor, mais le mage de l'île lui indique que ce n'est pas le cas. Il le prend comme apprenti jusqu'à sa mort. Loutre reprend son voyage peu après celle-ci. Il finit par accoster sur l'île de Roke. Ce refuge comptait autrefois de très nombreux doués, mais l'un d'eux a trahi et le seigneur de la guerre local a enlevé ou tué la plupart des habitants. Loutre découvre sur l'île leurs rares descendants. Il y rencontre Braise, une jeune douée dont il devient le compagnon.
Des années plus tard, Loutre retourne sur Pendor à la recherche de Corbeau, un érudit. À cette époque, la plupart des gens ne savent pas lire, mais nombreux sont ceux à avoir conservé des livres. Loutre et Corbeau se font passer pour des colporteurs et voguent d'île en île, échangeant les biens qu'ils vendent contre des livres. Ils sont plus particulièrement à la recherche du Livre de Noms dont l'unique exemplaire aurait été confié à une femme de la région qu'ils explorent. Ils collectent de nombreux livres, puis à la fin de leur voyage découvre la maison où se trouve le livre des noms. La propriétaire est mourante, elle leur confie le livre s'ils acceptent de former sa fille qui a un don elle aussi. Ils retournent ainsi sur Roke, la jeune fille devenant la première élève de Roke. Corbeau fait rapatrier ses livres de Pendor et devient le premier grand bibliothécaire de Roke.
Les sorciers de Roke décident de créer une véritable école de sorcellerie sur Roke afin de collecter les savoirs et de les dispenser au plus grand nombre. Loutre part tous les ans d'île en île chercher des doués. Il y a tant d'élèves qu'ils construisent un bâtiment destiné à l'école. Au cours d'un voyage, Loutre retourne sur Havnor afin de revoir sa famille, mais il est repéré par Chien et Précoce, les mages de Losen. Précoce règne à travers Losen en réalité.
Loutre parvient à s'enfuir. Précoce monte une expédition punitive contre Roke pensant que Loutre y est retourné. Les bateaux n'y parviendront jamais, seul le mage y accostera mais il sera vaincu par les mages de l'île. Loutre est retrouvé agonisant par Chien qui lui vient en aide au nom de la solidarité entre mages. Loutre peut ainsi rejoindre Roke.

#### Rosenoire et Diamant
Diamant est le fils d'un riche propriétaire terrien. Depuis tout petit, il aime la musique et semble être doué d'un talent magique. Il partage des tours avec son amie Rose qu'il surnomme Rosenoire. À 16 ans, il devient l'apprenti du mage Sapin. Mais un an plus tard, celui-ci lui propose de partir étudier à Roke, l'école de sorcellerie. Il lui explique que pour devenir un sorcier, le jeune homme doit se séparer de sa vie d'avant et de ce qui le rattache à elle comme l'amour qu'il éprouve pour Rosenoire dont il était secrètement le compagnon. Il fuit son maître et retourne voir Rosenoire, mais celle-ci ne l'a pas attendu.
Diamant renonce à la sorcellerie et à la musique pour devenir comptable et aider son père. Pour ses 19 ans, une grande fête est organisée. Tous les musiciens s'y rendent dont Rosenoire et le musicien qu'elle a suivi. Diamant parvient à parler seul à Rosenoire et à lui proposer de se marier et de vivre de la musique. Celle-ci accepte.
Cette nouvelle pose le principe de la non-détermination du destin. Diamant pouvait être sorcier ou un homme riche comme le souhaitait son père, mais il décide de vivre, comme il le souhaite, sa passion de la musique avec Rosenoire bien qu'elle ne soit pas de sa condition.

#### Les Os de la terre
Dulse est le vieux mage de Ré Albi sur l'île de Gont. Il avait été l'apprenti de Ard, une femme dont la puissance n'avait rien à envier à celle des hommes. Il avait terminé sa formation à l'école de Roke. Dulse se remémore l'enseignement qu'il a prodigué à son dernier élève qu'il surnommait Silence mais dont le nom usuel était Ogion.
Le vieux sorcier ressent qu'une catastrophe va survenir sur l'île, il se rend sur les hauteurs de l'île afin d'en apprendre plus. Il comprend alors qu'un séisme d'une magnitude importante va secouer l'île de Gont et que Port-Gont pourrait être intégralement détruit s'il ne fait rien. Son ancien élève Ogion en est arrivé aux mêmes conclusions mais lui se trouve dans la cité portuaire et non dans la montagne. Les deux hommes entrent en contact télépathique pour "retenir" la montagne de trembler. Pour ceci Dulse utilise un sortilège appris de Ard et qui peut lui permettre de devenir la montagne elle-même. Ogion et lui parviennent à limiter le séisme, mais tandis que l'élève devient le héros de l'île, le maître meurt. C'est par le sacrifice de sa vie qu'il a pu empêcher la montagne de trembler. Ogion fuyant les acclamations de la population décide de s'installer dans la petite maison de son maître en haut de Ré Albi, sur la Corniche.

#### Dans le grand marais
Irioth est un mage en fuite. Il vient s'établir à Grand Marais sur l'île de Sémel. Il loge chez Présent et se fait engager comme guérisseur auprès des éleveurs bovins du village dont les troupeaux sont terrassés par la peste.
En revenant au village après avoir soigné les bêtes d'Aulne, le mage rencontre Brillant, un enchanteur mauvais qu'il combat. Le village tout entier réclame alors son départ jugeant le sorcier maléfique. Présent s'oppose à son départ et accueille un nouvel étranger : Epervier. Celui-ci lui raconte l'histoire d'Irioth, un ancien sorcier de Roke qui était devenu maléfique avant de prendre la fuite. Irioth lui demande de lui retirer son nom afin qu'il puisse continuer à être un simple guérisseur dans ce village plutôt que de revenir vivre à Roke. Epervier accepte laissant Irioth et Présent vivre ensemble.

#### Libellule
Libellule est la jeune héritière d'un domaine sur l'île de Wey autrefois prospère. À l'âge de 13 ans, elle demande son nom à la sorcière du village qui l'a nomme "Irien". Insatisfaite, Libellule refuse ce nom. Plus tard, elle devient amie avec Ivoire, jeune mage arrivé sur l'île de Wey peu de temps auparavant. À la recherche de son rôle sur Terremer et de son possible pouvoir, Libellule demande à Ivoire de lui raconter sa vive à Roke, lorsqu'il était étudiant.
Il lui propose alors de la transformer en homme et de l'emmener sur Roke afin qu'elle puisse y étudier, les femmes étant exclues de l'école. Elle accepte mais Ivoire se joue d'elle. En réalité, il cherche à la séduire d'une part, et à duper ses anciens maîtres dont les règles qu'ils suivent (chasteté, exclusion des femmes de l'enseignement magique...) sont fausses.
Libellule lorsqu'elle se présente devant le Portier de Roke convainc le maître de lui ouvrir la porte bien qu'il sache qu'elle est une femme. Les neuf maîtres se réunissent pour savoir s'ils peuvent ou non enfreindre la règle de l'interdiction des femmes à Roke. Une opposition se forme d'un côté les quatre maîtres qui y sont favorable (le Modeleur, le Portier, le Nommeur et le maître Herbier), de l'autre les cinq qui y sont défavorables (l'Appeleur, le Ventier, le Changeur, le Chantre et le Manuel). En réalité, le neuvième était mort mais est revenu à la vie (l'Appeleur Thorion). Il a changé et souhaite devenir le nouvel Archimage, pensant ainsi sauver Roke. La véritable opposition n'est pas sur la possibilité d'intégrer Libellule dans l'école mais sur la capacité du maître revenu d'entre les morts de devenir l'Archimage.
La jeune fille est accueillie par Azver, le Modeleur. Il lui apprend à écouter le Tertre de Roke, le lieu le plus magique de toute l'île. Les neuf maîtres se réunissent sur le tertre une nouvelle fois. Ils doivent décider du sort de Libellule et nommer le nouvel Archimage. Libellule se transforme alors en dragon et renvoie le maître Appeleur au pays des morts. Elle s'envole alors vers les terres des dragons, par-delà l'ouest, vers ceux qui lui donneront son nom complet.

### Le Vent d'ailleurs
Le livre achève le cycle et marque la réconciliation du peuple khargue, du peuple hardique et des dragons.
Le sorcier Aulne fait depuis quelques mois des cauchemars car il veut toujours retrouver Lyse son épouse sorcière comme lui dont il est inséparable et qui est morte. Il est appelé dans le royaume des morts, son épouse est derrière le muret qui sépare les vivants des morts et elle l'appelle par amour. Elle l'embrasse et lui prend la main en allant à sa rencontre au-dessus du muret mais il est brûlé dans son cauchemar et se réveille de nuit en criant. Ne pouvant plus dormir, le jeune homme se rend à Roke où il lui est conseillé de rendre visite à l'Archimage Épervier qui s'est retiré sur l'île de Gont. Le jeune homme y retrouve le vieillard qui lui conseille de dormir avec un être vivant et il lui donne un chaton qui dort avec lui. Ce contact lui permet de ne pas faire ses terribles cauchemars. Il lui demande de partir pour Havnor pour voir le roi Lebannen, ainsi que son épouse Tenar et sa fille Tehanu qui y sont en visite.
En Havnor, les problèmes se cumulent pour le roi Lebannen du royaume hardique. En effet, à l'est le roi des Kargues souhaite que Lebannen épouse une de ses filles afin d'asseoir sa légitimité, à l'ouest les dragons attaquent à nouveau les îles de son royaume. Lebannen a demandé à Tenar de venir afin de le conseiller pour l'affaire kargue tandis que Tehanu, la fille-dragon, pourra l'aider dans ses problèmes avec les dragons. Tenar enseigne à la fille du roi kargue le hardique et la conseille pour qu'elle séduise Lebannen qui ne veut pas l'épouser mais qui n'ose pas la renvoyer chez elle. Aulne parvient en Havnor et raconte son histoire au Roi, à Tenar et à Tehanu.
Un dragon attaque l'île de Havnor, Lebannen se rend auprès de la créature avec Tehanu  afin de lui parler, celle-ci obtient du dragon une entrevue avec l'un des leurs pour comprendre pourquoi les dragons réattaquent le royaume hardique. C'est Orm Irien (alias Libellule) qui vient à la rencontre du roi sous sa forme humaine . Elle explique que Kalessin a décidé de partir vers leur vrai royaume, le Vent d'ailleurs où les dragons ont choisi la liberté, le feu et le vent, alors que les hommes ont choisi l'eau, la terre et la magie. Tous les dragons doivent choisir entre rester dans l'archipel de Terremer ou aller dans le Vent d'ailleurs. Les dragons qui souhaitent rester cherchent à reprendre aux hardiques leurs anciennes îles par la force, car ils veulent combattre et détruire les sortilèges d'immortalité des hardiques, tels que Cyme le sorcier nécromancien qui était en quête de pouvoir personnel et d'immortalité et qui a séparé par un muret les vivants des morts.
D'un commun accord, le roi Lebannen, Tenar, Tehanu, Aulne, Orm Irien et la fille du roi kargue partent pour Roke afin de trouver une solution aux problèmes avec l'aide des sages. Il apparaît que les dragons et les Kargues se réincarnent, mais les hardiques ne se réincarnent plus mais sont devenus immortels. L'âme quand elle quitte son corps rejoint le Vent d'Ailleurs qui était autrefois un territoire riche et verdoyant mais qui est devenu désertique depuis que les sorciers et les mages hardiques ont construit le muret. Aulne, Tehanu, Lebannen, Orm Irien et les mages se rendent en songe dans le royaume des morts et ils parviennent à détruire le muret qui est finalement abrasé et aplati par le dragon Orm Irien. Les morts meurent enfin et disparaissent, le Vent d'ailleurs redevient habitable, les dragons partent y vivre et cessent leur invasion des terres hardiques. Tehanu se métamorphose en prenant la forme d'un dragon aux ailes d'or et trouve la paix avec Kalissin son père, sa sœur Orm Irien et son peuple. Aulne n'a pas survécu mais il a rejoint sa femme car leur amour ne mourra jamais. Lebannen qui a appris à aimer la fille du roi kargue peut l'épouser permettant la paix avec l'est et l'ouest. Tenar, à la marée de la pleine lune, repart ensuite sur le bateau du roi Lebannen jusqu'à l'île de Gont, pour aller retrouver Ged qu'elle aime toujours, lui raconter ses aventures et vivre de nouveau avec lui dans sa maison au bord de la forêt.

## Analyse littéraire

### Thématiques
Les premières nouvelles isolées et les trois premiers romans ont été publiés entre 1964 et 1972, pour répondre au départ à une commande d'un éditeur de romans pour adolescents, sur la base de l'idée d'imaginer la jeunesse d'un mage archétypal, inspiré de Merlin ou de Gandalf, mais dans un univers radicalement différent de celui des récits classiques d'heroic fantasy. En effet, les affrontements guerriers entre des incarnations du Bien et du Mal y sont remplacés par une recherche de la nature de l'identité interne de chacun, inspirée de la recherche d'équilibre entre le yin et le yang de la philosophie taoïste, que Le Guin a étudiée pendant plusieurs décennies ; de plus, Le Guin a pour objectif déclaré de saper les poncifs racistes en choisissant un protagoniste, Ged, qui a la peau sombre, tout comme la plupart des personnages secondaires importants, à l'opposé des protagonistes blancs des récits auxquels les lecteurs ce genre littéraire étaient coutumiers.
À partir de Tehanu, publié 18 ans plus tard, en 1990, on observe une nette évolution, beaucoup plus féministe, avec des récits centrés sur des personnages plus souvent féminins et âgés, qui questionnent les inégalités de genre dans la société.

#### Antiracisme
En accord avec les mouvements antiracistes des années 1960 aux États-Unis, Le Guin a voulu saper les poncifs racistes, en faisant « un exemple – mais discrètement », en prenant soin que cette subversion ne pose pas de problème aux lecteurs blancs de l'époque qui n'y étaient pas préparés,. D'abord, en se détachant de la tradition de la littérature jeunesse occidentale dans laquelle le héros était toujours un homme blanc, elle a choisi, comme protagoniste des premiers romans du cycle, le mage Ged dont elle décrit le « teint foncé comme du vieux cuivre », mais pas avant le second chapitre du premier roman. De même, les principaux acolytes du héros ne sont pas blancs : dans Le Sorcier de Terremer, Vesce a la peau quasiment noire, « très sombre », « marron foncé », et le jeune Lebannen, dans L'Ultime Rivage, a la peau « légèrement cuivrée ». Enfin, la quasi totalité des populations de Terremer, à l'exception remarquable des Kargues qui y occupent une place minoritaire mais essentielle dans l'intrigue du cycle, n'ont pas la peau blanche mais arborent « toutes les nuances de cuivre et de brun, jusqu'au noir », sans qu'aucun jugement de valeur négatif ne leur soit associé.

#### Pacifisme
En accord avec les mouvements pacifistes des années 1960 qui souhaitaient libérer les États-Unis du militarisme, Le Guin refuse de reproduire les affrontements guerriers entre des incarnations du Bien et du Mal qu'on retrouve dans les classiques de l'heroic fantasy, et les remplace par une tension interne aux personnages, à la recherche de leur vraie nature et de leur identité, en s'inspirant de la philosophie taoïste (voir la section dédiée au thème du taoïsme).
Elle reprochera d'ailleurs à la plupart des adaptations des œuvres de son cycle de céder à une mise en scène excessive de la violence, manquant de cohérence et de sens moral, en cédant ainsi à la facilité d'une opposition entre le Bien et un Mal externalisé en un adversaire qu'il suffit de tuer,.

#### Taoïsme

Le taijitu est un des principaux symboles du taoïsme.

Dans le cycle de Terremer, le principe taoïste de non-intervention (wuwei), qui consiste à « suivre le flux naturel des choses et l'ordre cosmique originaire, sans le perturber ni tenter de le modifier »  pour préserver l'équilibre et l'harmonie naturelle, apparaît dans la doctrine des mages de Roke, notamment quand le Maître Manuel explique à Ged : « tu ne dois rien changer, pas même un galet ou un grain de sable, avant de savoir quel Bien et quel Mal vont résulter de ton acte. Le monde est dans ce qu’on appelle l’Équilibre, et le pouvoir de Changement et d’Appel d’un sorcier peut perturber l’équilibre du monde »,, ou encore quand le narrateur présente ainsi la sorcière qui a été la première à initier Ged : « Elle ne savait rien de l’Équilibre et du Modèle que connaît et respecte le véritable magicien, et qui l’empêchent d’avoir recours à ses sortilèges à moins que la nécessité ne s’en fasse absolument sentir ».
Cette notion d'équilibre se retrouve tout au long du cycle : dans Le Sorcier de Terremer, Ged rompt l'équilibre en introduisant l'Ombre dans le monde et doit aller jusqu'au bout d'une lutte intérieure pour essayer de rétablir l'harmonie. Dans Les Tombeaux d'Atuan, les deux morceaux de l'anneau brisé d'Erreth-Akbe doivent être réunis et Tenar doit trouver un équilibre entre son identité d'Arha, au rôle figé de prêtresse recluse, et sa nouvelle vie plus dynamique en tant que Tenar. Dans L'Ultime Rivage, la mort, systématiquement juxtaposée à la vie, et l'équilibre entre les deux est un thème central, récurrent dans tout le cycle. Dans Tehanu, Tenar équilibre les nouvelles circonstances de sa vie avec Therru et sa relation avec Ged. Dans Le Vent d'ailleurs, Le Guin tente d'aboutir à un équilibre final mettant un terme à la lutte entre les morts et les vivants, entre les dragons et les humains, entre les hommes et les femmes, ainsi qu'à la lutte introspective de plusieurs plusieurs personnages principaux.
De même, le cycle de Terremer adopte le point de vue taoïste de la relativité en éradiquant les frontières de la dichotomie entre le Bien et le Mal de la pensée occidentale : la magie guide les habitants de Terremer dans la croyance que toutes les choses, qu'elles soient noires ou blanches, dynamiques ou immobiles, bruyantes ou silencieuses, existent et fonctionnent de manière harmonieuse. Ainsi, dans Les Tombeaux d'Atuan, la magie de Ged sauve physiquement Tenar des tombeaux de l'obscurité et de la mort ; cependant, la véritable salvation spirituelle de Tenar ne se produit que lorsqu'elle découvre que c'est elle-même qui doit se sauver, en comprenant qu'il ne faut ni craindre, ni fixer, ni fuir l'obscurité ou la mort, ainsi que la philosophie taoïste l'enseigne.

#### Anarchisme
L'anarchisme pacifiste revendiqué par Le Guin structure le cycle de Terremer de manière implicite, sans le nommer, en questionnant l'autorité et les relations de domination, notamment en rapport avec la dénomination, l'identité et le désir.

## Réception critique

### Récompenses
- Tehanu : prix Locus du meilleur roman de fantasy 1991
- Contes de Terremer : prix Locus du meilleur recueil de nouvelles 2002
- Le Vent d'ailleurs : prix World Fantasy du meilleur roman 2002

## Adaptations

### Livres audio
Entre 1992 et 1994, Recorded Books a publié l'enregistrement audio de la lecture (en anglais) des trois premiers livres de la série par Robert Inglis.

### Radio
Une adaptation radiophonique de deux heures du Sorcier de Terremer, produite par la BBC, a été diffusée à l'origine sur Radio 4 le 26 décembre 1996. Cette adaptation était narrée par Judi Dench, avec Michael Maloney dans le rôle de Ged, et faisait appel à un large éventail d'acteurs aux accents régionaux et sociaux différents pour souligner les origines des personnages de Terremer (par exemple, Estarriol et d'autres personnages de East Reach étaient joués par des acteurs aux accents du sud du Pays de Galles). L'adaptation a ensuite été publiée sur cassette audio.

### Télévision
En 2004, le téléfilm La Prophétie du sorcier (Legend of Earthsea), réalisé par Robert Lieberman, est diffusé en deux parties sur Sci Fi Channel. C'est une adaptation des deux premiers romans du cycle (Le Sorcier de Terremer et Les Tombeaux d'Atuan). Le Guin, qui n'a pas été consultée lors de la production de ce téléfilm, a exprimé sa déception, déplorant notamment le whitewashing généralisé dont son œuvre a été victime une fois de plus (car cela avait déjà été le cas avec la plupart des illustrations imposées par les éditeurs de ses livres).

### Cinéma
En 2003, le studio Ghibli a reçu l'accord de Le Guin pour produire une adaptation du cycle de Terremer (elle avait initialement refusé, une quinzaine d'années auparavant, parce qu'elle méconnaissait à l'époque le travail de Hayao Miyazaki, qu'elle associait à celui des Walt Disney Studios, mais elle a finalement changé d'avis après avoir vu Mon voisin Totoro). C'est finalement le fils d'Hayao, Gorō Miyazaki, qui a été chargé par le directeur du studio Ghibli de cette adaptation. Le Guin a été très déçue de ce changement imprévu et de l'absence de supervision par Hayao. En 2006, après la première projection publique du film d'animation Les Contes de Terremer (Gedo Senki), Le Guin exprime sa déception sur le résultat final ; elle le qualifie de totalement différent de sa création et critique son manque de cohérence et de sens moral, notamment en raison de son usage excessif de la violence, comme outil de résolution caricaturale à l'opposition entre le bien et le mal, parce que le mal interne de Ged a été externalisé en un adversaire qu'il suffit de tuer (comme dans la plupart des récits) au lieu de rechercher un équilibre interne plus complexe (ainsi qu'elle l'avait voulu dans le Cycle de Terremer).

### Éditions du cycle
- Le Sorcier de Terremer, OPTA, coll. « Aventures fantastiques », 1977 ((en) A wizard of Earthsea, 1968), trad. Philippe R. Hupp  (ISBN 2-7201-0081-1)
- Les Tombeaux d'Atuan, OPTA, coll. « Aventures fantastiques », 1977 ((en) The Tombs of Atuan, 1970), trad. Françoise Maillet  (ISBN 2-7201-0082-X)
- L'Ultime Rivage, OPTA, coll. « Aventures fantastiques », 1977 ((en) The Farthest Shore, 1972), trad. Françoise Maillet  (ISBN 2-7201-0083-8)

Ces trois précédents ouvrages sont parfois publiés dans un recueil sous le simple titre Terremer.
- Tehanu, Robert Laffont, coll. « Ailleurs et Demain », 1991 ((en) Tehanu, 1990), trad. Isabelle Delord  (ISBN 2-221-06939-0)
- Contes de Terremer, Robert Laffont, coll. « Ailleurs et Demain », 2003 ((en) Tales From Earthsea, 2001), trad. Pierre-Paul Durastanti  (ISBN 2-221-09597-9)
  - Le Trouvier, 2003 ((en) The Finder, 2001)
  - Rosenoire et Diamant, 2003 ((en) Darkrose and Diamond, 1999)
  - Les Os de la terre, 2003 ((en) The Bones of the earth, 2001)
  - Dans le grand marais, 2003 ((en) On the High Marsh, 2001)
  - Libellule, 1999 ((en) Dragonfly, 1997)
- Le Vent d'ailleurs, Robert Laffont, coll. « Ailleurs et Demain », 2005 ((en) The Other Wind, 2001), trad. Patrick Dusoulier  (ISBN 2-221-09703-3)
- Terremer, intégrale, Hachette Livre, coll. « Le Livre de Poche », 2018 ((en) The Books of Earthsea), trad. Philippe R. Hupp, Françoise Maillet, Isabelle Delord-Philippe, Patrick Dusoulier, Jean Bailhache, Pierre-Paul Durastanti, Sébastien Guillot  (ISBN 978-2-253-18967-1)